# Marsdenia urniflora
Marsdenia urniflora är en oleanderväxtart som beskrevs av P.I. Forster. Marsdenia urniflora ingår i släktet Marsdenia och familjen oleanderväxter. Inga underarter finns listade i Catalogue of Life.